# José de Benito Churriguera
José Benito de Churriguera Ocaña, španski baročni arhitekt, * 21. marec 1665, Madrid, † 2. marec 1725, Madrid
Bil je španski baročni arhitekt in graditelj oltarjev – retablov, član družine umetnikov, ki se ga spominja kot najbolj izstopajočega. Njegov vpliv je skupaj z deli njegovih bratov Alberta in Joaquína opredelil tako imenovani churrigueresque slog, za katerega je značilna številčnost in pomembnost dekoracije.

## Življenjepis
Rodil se je v Madridu, v tradicionalni soseski Embajadores, leta 1665, kot sin Joséja Simóna de Churriguere, montažerja in graditelja retablov iz Barcelone, živečega v Madridu, kjer se je leta 1665 poročil z Marijo de Ocaño iz Madrida. Iz te poroke je imel sedem otrok, prvorojenec je bil José Benito.
Izobraževal se je v očetovi delavnici in ob njegovi smrti leta 1679 pri posvojitelju Joséju Ratésu. Leta 1690 ga je kralj Karel II. imenoval za enega od dvornih arhitektov, čeprav je prejemal plačo šele od leta 1696. Leta 1702 je kralj Filip V. Španski imenoval Teodora Ardemansa za glavnega arhitekta, kmalu zatem pa je bil Churriguera obtožen neposlušnosti in prevzetnosti in izgubil kraljevo pokroviteljstvo.
Eno prvih del, ki ga je proslavilo, je bil retabel v kapeli Sagrario v stolnici v Segovii, zgrajen leta 1689, zaradi česar je bil leta 1690 imenovan za arhitekta stolnice. Javno pozornost si je prislužil tudi katafalk za prvo ženo Karla II., Marío Luiso Orleansko, ki je umrla leta 1689, in je bil začasno postavljena v cerkvi Kraljevega samostana utelešenja v Madridu.
Z retablom v cerkvi  samostana San Esteban v Salamanci si je od leta 1692 utrdil umetniško delo, ki je vzbudilo občudovanje in tudi kritike.
Čeprav je Churriguera preostanek svojega življenja preživel in delal predvsem v madridski regiji, mu je položaj v Salamanci omogočil pridobitev številnih drugih naročil za svoje brate in vsaj enega od njegovih sinov.
V začetku 18. stoletja (1709-1713) je bil je eden prvih arhitektov, ki so v celoti načrtovali mesto na polotoku: mesto Nuevo Baztán, ki ga je naročil Juan de Goyeneche y Gastón, za namestitev delavcev steklarne, ki jo je ustanovil na tem mestu. Po umetnikovi smrti leta 1725 je njegov brat Alberto dokončal palačo Goyeneche. Gledališki in občutek okraševanja njegovih del so kritizirali puristi, vendar je postal priljubljen slog in se razširil po Španiji, Mehiki in drugih latinskoameriških prestolnicah. Imel je dva sinova, tudi arhitekta, Nicolása in Jerónima Churriguera.

## Slog churrigueresque
Churrigueresque je bil - na svojih začetkih - izraz, ki so ga v ponižujočem smislu skovali neoklacisti, ki jih je motilo formalno razkosavanje, bogastvo okrasja in akademska ekstravaganca Churriguere, ki je dinamiko baroka pripeljala do njenih formalnih skrajnosti v Španiji.

## Dela

### Retabli
- Glavni retabel kapele Sagrario stolnice v Segovii.
- Glavni retabel  samostana San Esteban v Salamanci.
- Glavni retabel cerkve San Esteban v Fuenlabradi.
- Glavni retabel cerkve Las Calatravas v Madridu.
- Glavni retabel cerkve San Salvador, v Leganésu.
- Glavni retabel cerkve Marije vnebovzete v Illani (Guadalajara).

### Arhitektura
- Cerkev San Cayetano v Madridu.
- Fasada samostana Santo Tomás de Aquino v Madridu, izginila leta 1872.
- Palača Goyeneche v Madridu, sedanji sedež Kraljeve akademije lepih umetnosti San Fernando, ki jo je zaključil Alberto Churriguera. Kasneje jo je Diego de Villanueva zelo spremenil.
- Kapela Colegio Mayor de Cuenca v Salamanci (1697), celotno stavbo, ki so jo leta 1810 porušili francoski stanovalci med vojno za neodvisnost.
- Pripisujejo mu tudi palačo Goyeneche v Illani (Guadalajara).

### Urbanizem
- Nuevo Baztán (1709-1713): urbanistična zasnova novega mesta v bližini Madrida, v katero je po naročilu Juana de Goyenecheja vključil različne tovarne, rezidenčne hiše za delavce, cerkev in palačo v urejenem kompleksu s tremi trgi. Predstavlja strogost v arhitekturnem oblikovanju z vplivi iz del Juana de Herrere, čeprav je poustvarjen zaradi asimetrije in zanimivih vizualnih učinkov.